# Defence Force SC
El Defence Force Sport Club (també anomenat Mekelakeya) és un club etíop de futbol de la ciutat d'Addis Abeba. En el passat es va anomenar Army SC i Mechal SC.

## Palmarès
- Lliga etíop de futbol: [6]
  - 1949, 1951, 1952, 1953, 1954, 1956, 1976, 1982, 1984, 1988, 1989

- Copa etíop de futbol: [7]
  - 1946, 1949, 1950, 1951, 1954, 1955, 1956, 1975, 1982, 1990, 2006, 2013, 2015, 2018